# Wijken en buurten in Beesel
De Nederlandse gemeente Beesel is voor statistische doeleinden onderverdeeld in wijken en buurten. De gemeente is verdeeld in de volgende statistische wijken:
- Wijk 00 Reuver (CBS-wijkcode:088900)
- Wijk 01 Beesel (CBS-wijkcode:088901)

Een statistische wijk kan bestaan uit meerdere buurten. Onderstaande tabel geeft de buurtindeling met kentallen volgens het Centraal Bureau voor de Statistiek (2008):
| CBS-buurtcode | Buurtnaam                                           | Inwonertal | Opp. totaal (ha) | Opp. land (ha) | Ligging                |
| ------------- | --------------------------------------------------- | ---------- | ---------------- | -------------- | ---------------------- |
| BU08890000    | Reuver                                              | 6200       | 457              | 436            | Locatie in de gemeente |
| BU08890001    | Offenbeek                                           | 4710       | 247              | 247            | Locatie in de gemeente |
| BU08890008    | Verspreide huizen oosten en zuiden van de spoorlijn | 100        | 574              | 573            | Locatie in de gemeente |
| BU08890009    | Overige verspreide huizen                           | 80         | 196              | 196            | Locatie in de gemeente |
| BU08890100    | Beesel                                              | 2220       | 192              | 187            | Locatie in de gemeente |
| BU08890101    | Bussereind                                          | 140        | 58               | 58             | Locatie in de gemeente |
| BU08890102    | Rijkel                                              | 80         | 119              | 79             | Locatie in de gemeente |
| BU08890109    | Verspreide huizen                                   | 120        | 1078             | 1048           | Locatie in de gemeente |